# Кадиново
Кадиново или Кадино Село (грч. Γαλατάδες, Галатадес) је насељено место у општини Пела у периферији Средишња Македонија, Грчка. Према попису из 2021. године било је 1.628 становника.
Према бугарском географу и историчару, Василу Канчову, у Кадинову је 1900. године живело 248 Словена хришћана и 60 Рома. 
Године 1924. принудно је исељено 38 Словена у Бугарску а на њихово место је насељено 389 грчких избеглица из Турске. На попису из 1991. године Кадиново је имало 2.039 становника, од чега су већина били Словени.